# Cosmophasis laticlavia
Cosmophasis laticlavia là một loài nhện trong họ Salticidae.
Loài này thuộc chi Cosmophasis. Cosmophasis laticlavia được Tord Tamerlan Teodor Thorell miêu tả năm 1892.